# Bund Deutscher Rassegeflügelzüchter
Der Bund Deutscher Rassegeflügelzüchter e. V. (kurz: BDRG) wurde im Jahr 1881 gegründet. Der Verein mit Sitz in Offenbach am Main hat rund 184.000 Mitglieder in mehr als 4.600 örtlichen Vereinen und bezeichnet sich als weltweit führenden Verband zur Rassegeflügelzucht.
Nach eigenen Angaben hat der Verein seine Geschäftsstelle in Haselbachtal.

## Geschichte
Der Bund Deutscher Rassegeflügelzüchter (BDRG) wurde 1881 als Allgemeiner Deutscher Geflügelzüchterklub in Elberfeld gegründet. Dieser erweiterte sich 1882 zum Club Deutscher und Österreichisch-Ungarischer Geflügelzüchter. 

Medaille zu Ehren des Vizepräsidenten Baron Villa-Secca aus Wien-Ottakring

Zum Vorstand gehörten im zweiten Jahr seiner Existenz unter anderem der Kommerzienrat Hugo du Roi aus Braunschweig als Präsident, Baron Ludwig von Villa-Secca (1822–1894) aus Wien als Vizepräsident, Oberstleutnant August Röttiger aus Göttingen als Schriftführer, Freiherr Friedrich von Voigtländer (1846–1924) aus Braunschweig als Kassierer sowie Major Kupsch aus Quedlinburg, Rittmeister Vincenz Stránský von Greifenfels (1833–1883) aus Prag, der Marquis Henry Noyel Graf von Bellegarde (1843–1890) aus Wien und der Baumeister Albert Trübenbach aus Chemnitz (Vater des Paul Trübenbach).
1912 wurde der Name in Klub deutscher Rassegeflügelzüchter und 1916 in Bund Deutscher Geflügelzüchter – BDG umbenannt. 1933 wird der BDG aufgrund der nationalsozialistischen Gleichschaltung unter Zwang aufgelöst und schließlich am 16. März 1949 als Bund Deutscher Rassegeflügelzüchter (BDRG) in Frankfurt am Main neu gegründet.

## Arbeit und Aufgaben des Bundes
Reinrassig gezüchtete Hühner und Zwerghühner, Tauben, Puten und Perlhühner, Gänse und Enten tragen insbesondere zur Erhaltung seltener und gefährdeter Rassen und somit zur Bewahrung der genetischen Vielfalt bei. Viele dieser Rassen wurden unter optimaler Anpassung an ihre Umwelt gezüchtet. Beim Ziergeflügel steht der Erhalt der natürlichen Erscheinung des Tieres im Fokus. Der Züchter spricht daher von „Arten“ der Hühnerartigen, Wildtauben und des Wasserziergeflügels. Eine der selbstgewählten Aufgaben des Bundes ist die Arterhaltung und so hat der aktive Tierschutz auch auf internationaler Ebene eine besondere Bedeutung. Der Bund möchte Interessenten die naturgerechte Rassegeflügelzucht nahebringen, die dafür notwendige Aufklärungsarbeit leisten und steht den Vereinen und Verbänden beratend zur Seite. Grundlage ist die Achtung vor dem Tier.
Ein Bestandteil des Bundes ist der Tierschutzbeirat. Dieser stimmt die Tätigkeiten der Rassegeflügelzüchter mit den zahlreichen gesetzlichen Bestimmungen zum Tierschutz ab. Der Bund setzt sich für die artgemäße Haltung für Geflügel sowie das Erreichen bestimmter Schönheitswerte unter Erhalt und Verbesserung der Leistungsfähigkeit des Rasse- und Ziergeflügels ein.
Die Verbandsarbeit trägt auch eine wesentliche soziale und integrative Komponente. Menschen aller sozialen, wirtschaftlichen und ethnischen Hintergründe gehen ihrem Hobby nach und überbrücken jegliche gesellschaftliche Barrieren. Der Jugendorganisation des BDRG gehören 24.000 Jugendliche im Alter zwischen 4 und 18 Jahren an, die ihr Rassegeflügel im örtlichen Verein, auf der Kreisjugendschau, Bundesjugendschau sowie in 19 Landesverbänden der Landesverbandsjugendschauen ausstellen.

## Organisation
Zum BDRG gehören 19 Landesverbände und folgende vier Fachverbände: der Verband der Hühner-, Groß- und Wassergeflügelzüchtervereine e. V. (VHGW), der Verband der Zwerghuhnzüchter-Vereine e. V. (VZV), der Verband Deutscher Rassetaubenzüchter e. V. (VDT) und der Verband zur Arterhaltung von Zier-/Wildgeflügel e. V. (VZI). Dem BDRG angeschlossen sind außerdem das Zuchtbuch für Leistungsfragen sowie der Verband Deutscher Rassegeflügel-Preisrichter (VDRP).
International vertritt der BDRG die Interessen der Mitglieder im Europäischen Verband für Geflügel-, Tauben-, Vogel-, Kaninchen- und Caviazucht (EE) und ist Mitglied in der Deutschen Vereinigung für Geflügelwissenschaft e. V., der wiederum Teil der World’s Poultry Science Association (WPSA) ist. Zudem ist der BDRG der Gesellschaft zur Erhaltung alter und gefährdeter Haustierrassen e. V. (GEH) angeschlossen und der Gesellschaft der Förderer und Freunde für Geflügel- und Kleintierforschung der Bundesforschungsanstalt für Landwirtschaft (FAL) e. V.

## Wissenschaftlicher Geflügelhof

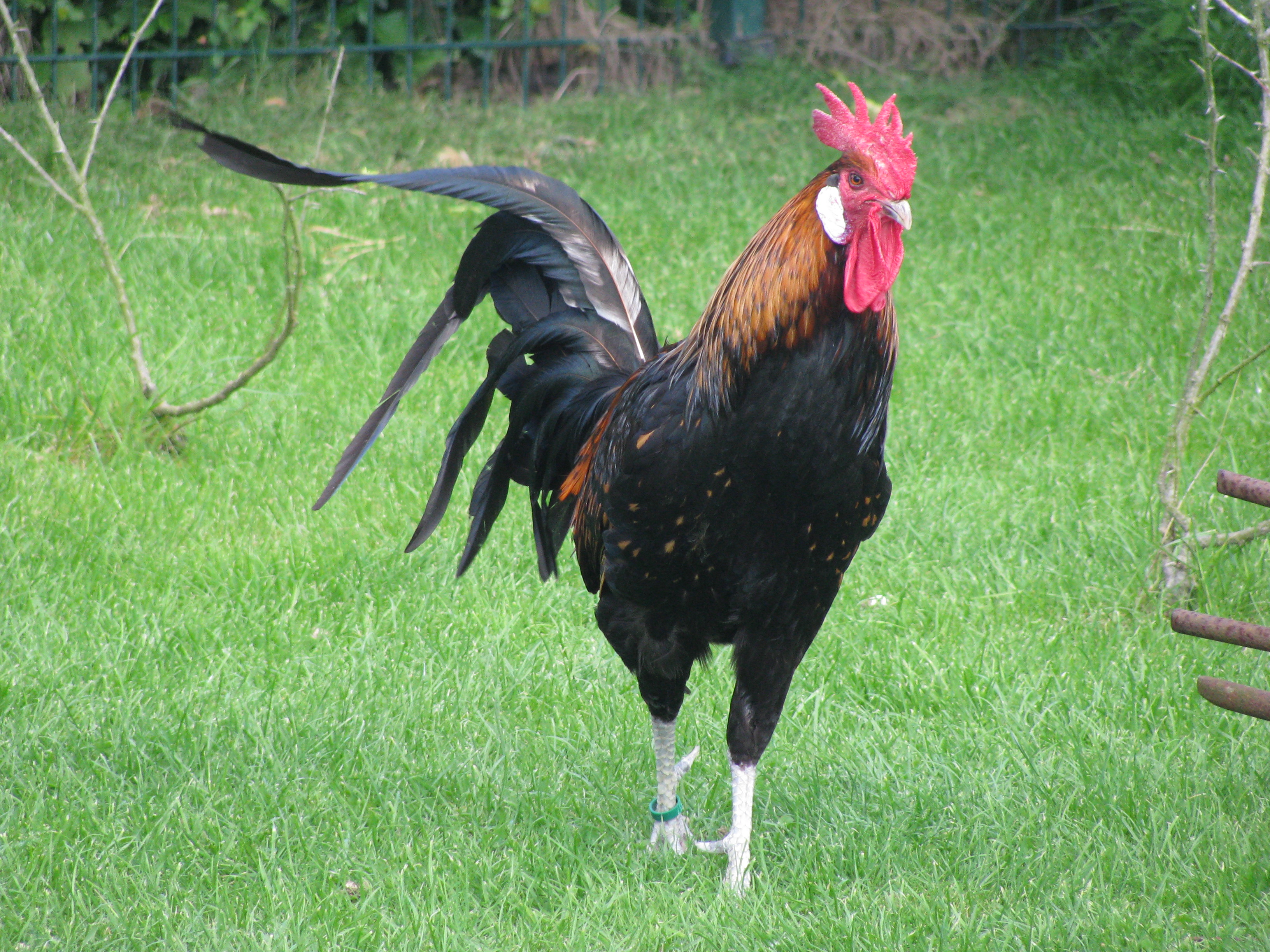
Ein Bergischer Kräher, Deutschlands älteste Hühnerrasse, im wissenschaftlichen Geflügelhof des BDRG

Seit seiner Gründung im Jahr 2004 wird am wissenschaftlichen Geflügelhof (WGH) des BDRG (Bruno-Dürigen-Institut) biologische Grundlagenforschung sowie auch die Forschung des Tierschutzes im Bereich der Geflügelhaltung betrieben. Dazu zählen außerdem der Erhalt genetischer Vielfalt, Öffentlichkeitsarbeit und die Förderung junger Wissenschaftler. Benannt wurde das Institut nach dem Zoologen und Honorarprofessor Eduard Bruno Dürigen, der als erster Wissenschaftler Deutschlands Geflügelzuchtwesen lehrte.
Kontakte bestehen zu den Universitäten Köln und Düsseldorf sowie insbesondere zum Institut für Tierwissenschaften der Rheinischen Friedrich-Wilhelms-Universität Bonn. Der WGH ist an das Kulturzentrum Sinsteden angegliedert, über welches das Ausstellungsgelände des WGH zu den Öffnungszeiten besucht werden kann. Nach Absprache werden auch Führungen angeboten.

## Zeitschrift
Als offizielles Fachmedium des BDRG sowie des Europaverbandes der Kleintierzüchter (EE) berichtet die Geflügelzeitung (ISSN 1613-6268) als führende Fachzeitschrift für Züchter und Halter von Rassegeflügel in Deutschland zweimal monatlich über Aktuelles aus den Organisationen. 
Außer an Rassegeflügelzüchter richtet sich der Titel auch an Züchter und Freunde von Ziergeflügel. Entsprechend breit gefächert ist die Themenvielfalt: von Haltung, Zucht und Fütterung bis zu Krankheiten und Vererbung. Die Zeitschrift wird über die Hobby- und Kleintierzüchter Verlagsgesellschaft mbH & Co. KG mit Sitz in Berlin vertrieben.

## Präsidenten
- 1882–1911: Hugo du Roi[7]
- 1911–1920: Heinrich Kreutzer[3]
- 1921–1933: Emil Schachtzabel[3]
- 1949–1972: Wilhelm Ziebertz[3]
- 1972–1987: Wilhelm Schönefeld[3]
- 1987–1993: Hermann Rösch
- 1993–2003: Edwin Vef[8]
- 2003–2013: Wilhelm Riebniger
- seit 2013: Christoph Günzel[9]

## Ehrenmeister
Personen mit hohem Ansehen, die sich außerordentlich große Verdienste um die Rassegeflügelzucht in züchterischer und/oder organisatorischer Hinsicht erworben haben, können auf Antrag der Landesverbände zu Ehrenmeistern des Bundes ernannt werden. Die Ernennung nimmt der Präsident mit Zustimmung des Präsidiums vor. Zu Ehrenmeistern ernannt wurden bisher beispielsweise Wilfried Detering, Paul Doll, Hans-Jürgen Drögemüller und Werner Lüthgen.